# 前毛爾凱斯山
47°04′42″N 12°16′09″E / 47.078333°N 12.269167°E
前毛爾凱斯山（德語：Vorderer Maurerkeeskopf），是中歐的山峰，位於奧地利和德國接壤的邊境，屬於維內迪傑山脈的一部分，海拔高度3,325米，每年平均降雨量1,971毫米，人類在1868年首次登頂。